# 赫里萨·库韦利奥图
赫里萨·库韦利奥图（希臘語：Χρύσα Κουβελιώτου，1953年—），女，希腊天体物理学家，乔治·华盛顿大学教授，曾任美国国家航空航天局亚拉巴马州马歇尔空间飞行中心的高能天体物理高级技术专家。

## 家庭
丈夫扬·范帕拉代斯也是天体物理学家。